# Þeistareykjabunga
Þeistareykjabunga (pronuncia in lingua islandese: ˈθeistaˌreiːcarˌpuŋka) è un vulcano a scudo situato nella regione del Norðurland eystra, nella parte nord-orientale dell'Islanda.

## Descrizione
Il Þeistareykjabunga fa parte del sistema vulcanico Þeistareykir, di cui costituisce il vulcano centrale. L'edificio vulcanico è costituito da strati di lava sovrapposti e raggiunge un'altezza di 564 metri. L'ultima eruzione sembra risalire all'epoca preistorica. 
Il cratere principale viene chiamato Stóra-Víti e si trova al centro dell'ampio cono sommitale piatto. Poco a nord c'è un cratere secondario lungo 500–600 metri, largo 50–60 m e profondo 40 m, denominato Langa-Víti ed è qui che il vulcano raggiunge la sua massima altezza. Da questo cratere i flussi di lava sono fluiti in direzione nord e hanno raggiunto la zona che oggi è abitata, in prossimità di Lón e Lindarbrekka.
Il vulcano è stato molto attivo dopo l'ultima era glaciale, come molti altri nel paese. Un'importante eruzione di lava ha bloccato il corso inferiore del fiume Jökulsá á Fjöllum nella zona del fiordo Öxarfjörður, spostandolo più a est nel suo letto attuale.
Alla base del vulcano si trova una zona ad alta temperatura con sorgenti idrotermali che fa parte del sistema vulcanico Þeistareykir.

## Attività vulcanica
Sembrano esserci state tre eruzioni vulcaniche identificabili. La più recente risale al 900 a.C. Le precedenti sono datate al 6800 a.C. e al 9500 a.C. quando furono emessi 18 miliardi di metri cubi di lava basaltica.